# بروس هاروود
بروس هاروود هو ممثل كندي، ولد في 29 أبريل 1963 في كندا.

## أعمال

### مسلسلات
- الملفات الغامضة

## وصلات خارجية
- بروس هاروود على موقع IMDb (الإنجليزية)
- بروس هاروود على موقع ألو سيني (الفرنسية)
- بروس هاروود على موقع أول موفي (الإنجليزية)
- بروس هاروود على موقع قاعدة بيانات الفيلم (الإنجليزية)
- بروس هاروود على موقع كينوبويسك (الروسية)